# Almásfüzitői Timföldgyár
Az almásfüzitői timföldgyár 1950 és 1997 között a Komárom(-Esztergom) megyei Almásfüzitőn üzemelő, Magyarország és Közép-Európa legnagyobb timföldgyára volt, amely kezdetben 60 000 tonnát, idővel 360 000 tonna timföldet állított elő. Az üzem fénykorában a térség 2300 lakójának teremtett munkát.

## Története
A timföldgyár építését 1941-ben kezdte meg a német érdekeltségű Dunavölgyi Timföldipari Rt. az új üzem kapacitását 60 000 tonnára tervezték. A második világháború miatt a termelés csak 1950-ben indult meg. Az eredetileg tervezett kapacitás szűkösnek bizonyult, 1955-től 1963-ig nagyarányú fejlesztés termelésbővítés történt a gyárban A beruházás az 1962-ben megkötött magyar-szovjet timföld-alumíniumipari egyezmény teljesítéséhez kapcsolódott, ugyanis az almásfüzitői üzem szállította a Szovjetunióba a legtöbb timföldet Magyarországról. Ekkorra alakult meg a Magyar Alumíniumipari Tröszt is, amelynek egyik fontos zászlóshajója lett az új gyár. 1970-re a gyárat 330 000 tonna/év kapacitásra bővítették. A ’80-as évek közepén az ország termelésének közel felét adta. A Vértes és Bakony bauxitját dolgozták fel, az energiát főként a Tatabánya és Dorog környékén lelhető, barnakőszénre alapozott hőerőművek biztosították.
Az Almásfüzitői Timföld Kft. bauxitfeldolgozási részlegét értékesítési nehézségek miatt 1994. év végével leállították, a továbbiakban csak nem kohászati timföldet állítottak elő. 1995-től a gyárnál a Hungalumina Kft a vagyonkezelő szerepét töltötte be. A következő évben a Hungalu Rt. 90%-os részvénycsomagját eladta a Hungaluminának. A fennmaradó 10%-ot munkavállalói részvénycsomagként megvásárlásra ajánlották fel a dolgozóknak. Az alumínium árának nagyarányú csökkenése miatt a kft. veszteségeiért, 1997-ben a gyár végleges leállítására került sor. Ekkor 700 fő dolgozott az üzemben.
2006-ban elkezdődött a terület rekultivációja, mivel roppant értékes helyen, az 1-es főút és a Budapest-Győr-Hegyeshalom vasútvonal között feküdt az egykori gyár. Az épületeket felrobbantották, a területet kitakarították. A helyén logisztikai központot, ipari parkot és a bauxit feldolgozását bemutató múzeumot hoztak létre.
2010-ben az ajkai vörösiszap-katasztrófa nyomán rövid ideig ismét a hírekben szerepelt az egykori timföldgyár és vörösiszap-kazettái, de azokat egy kivétellel már mind rekultiválták, a környezetre nem veszélyesek.

## Galéria

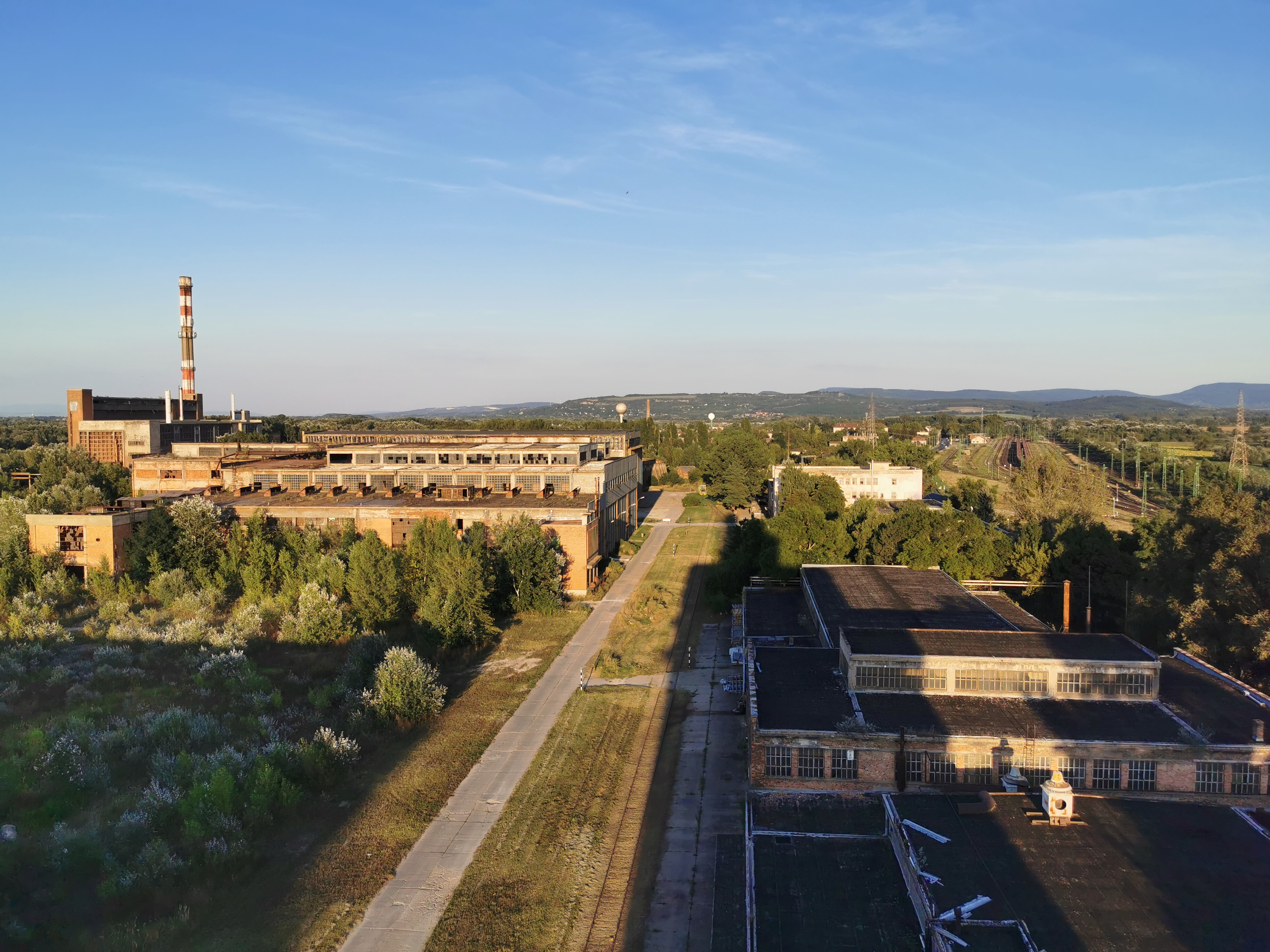
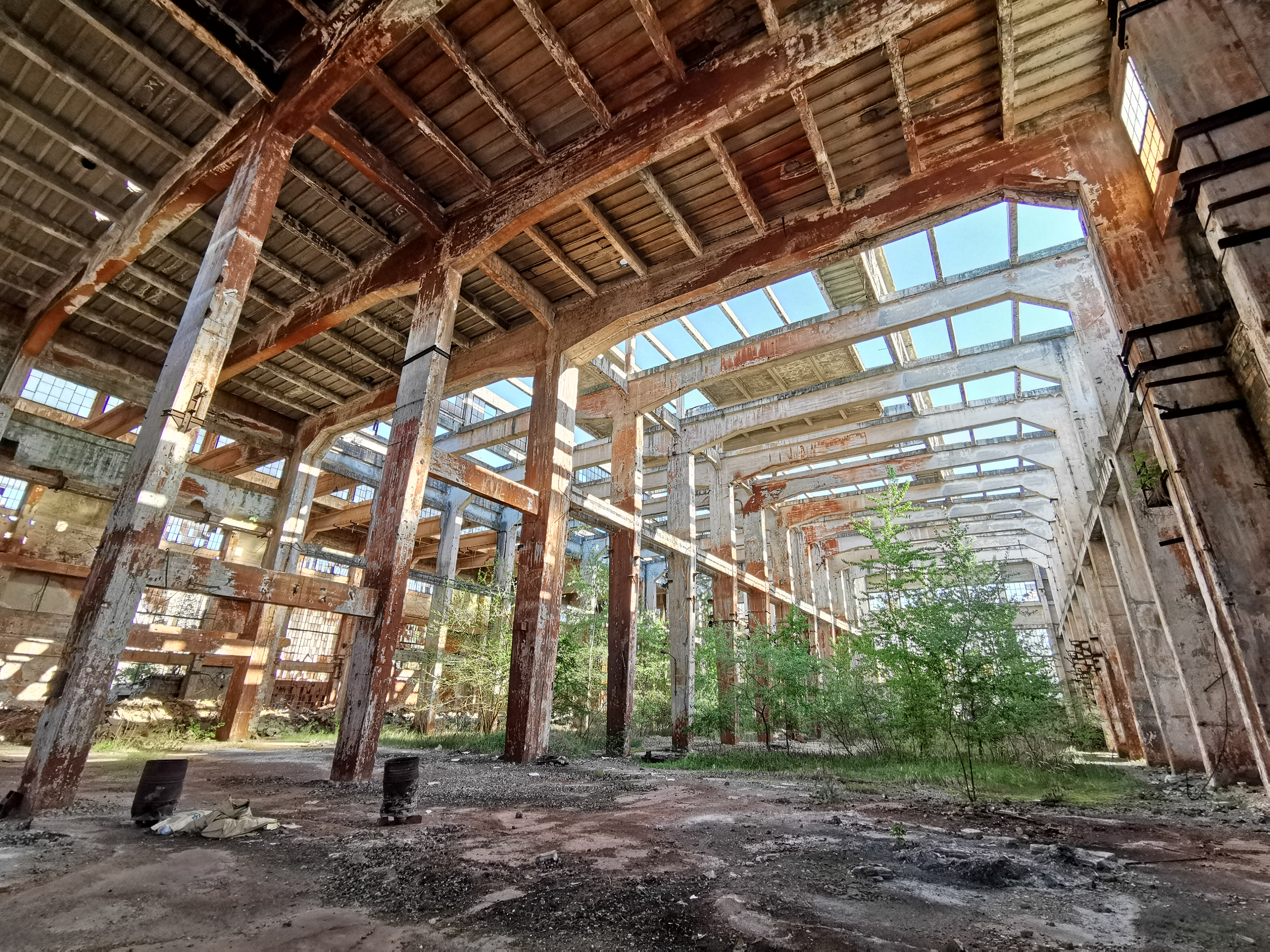
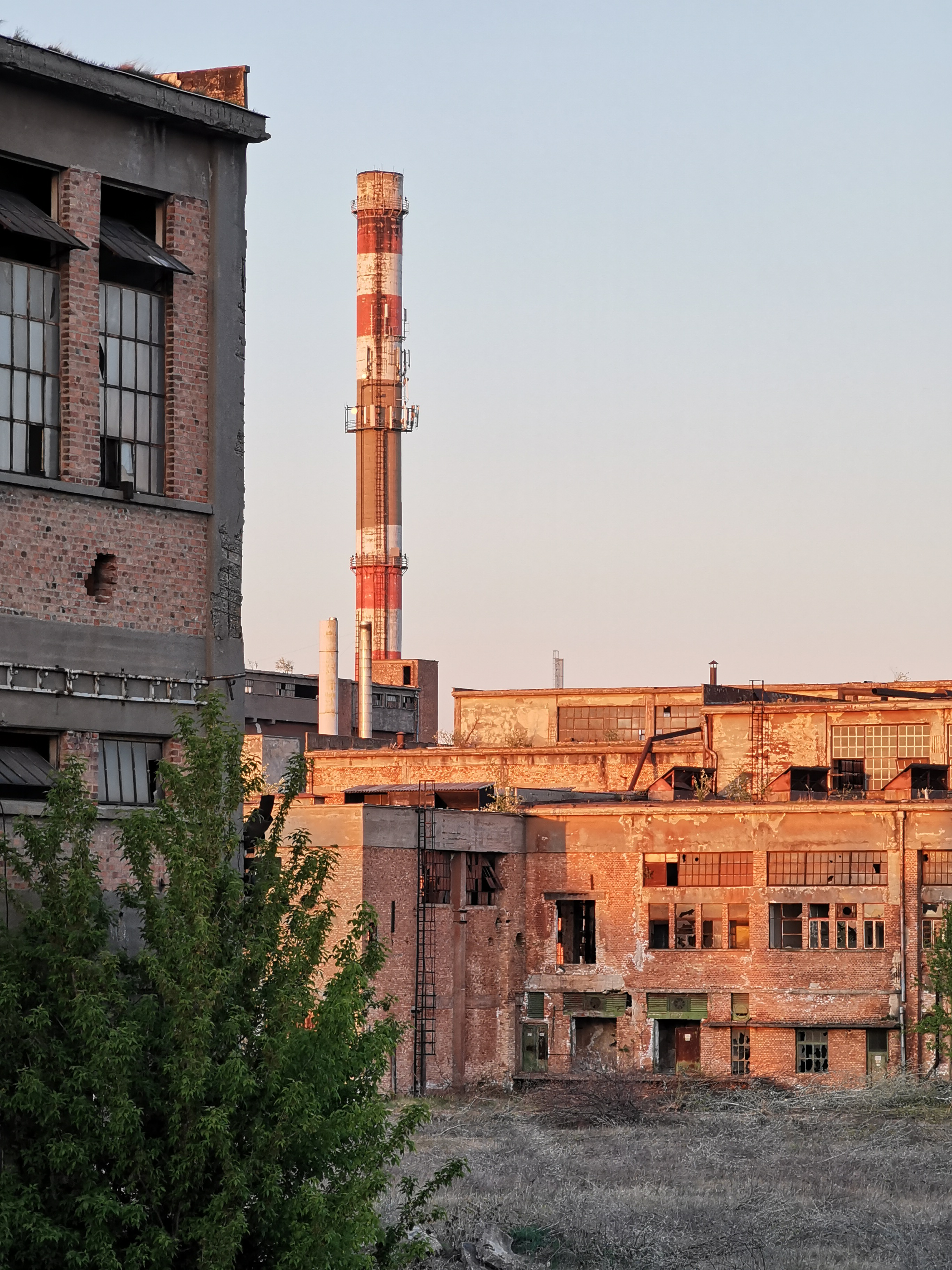
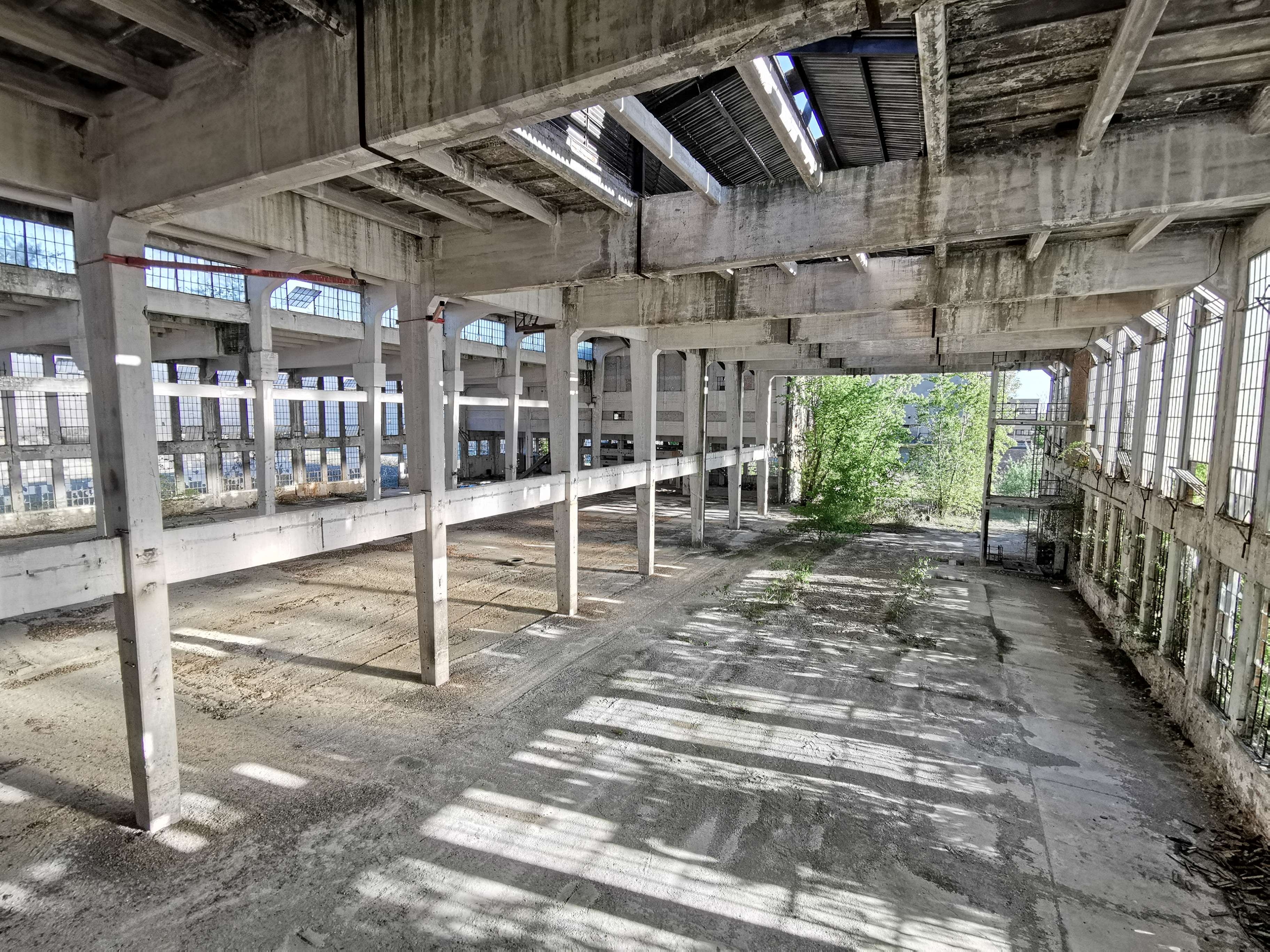
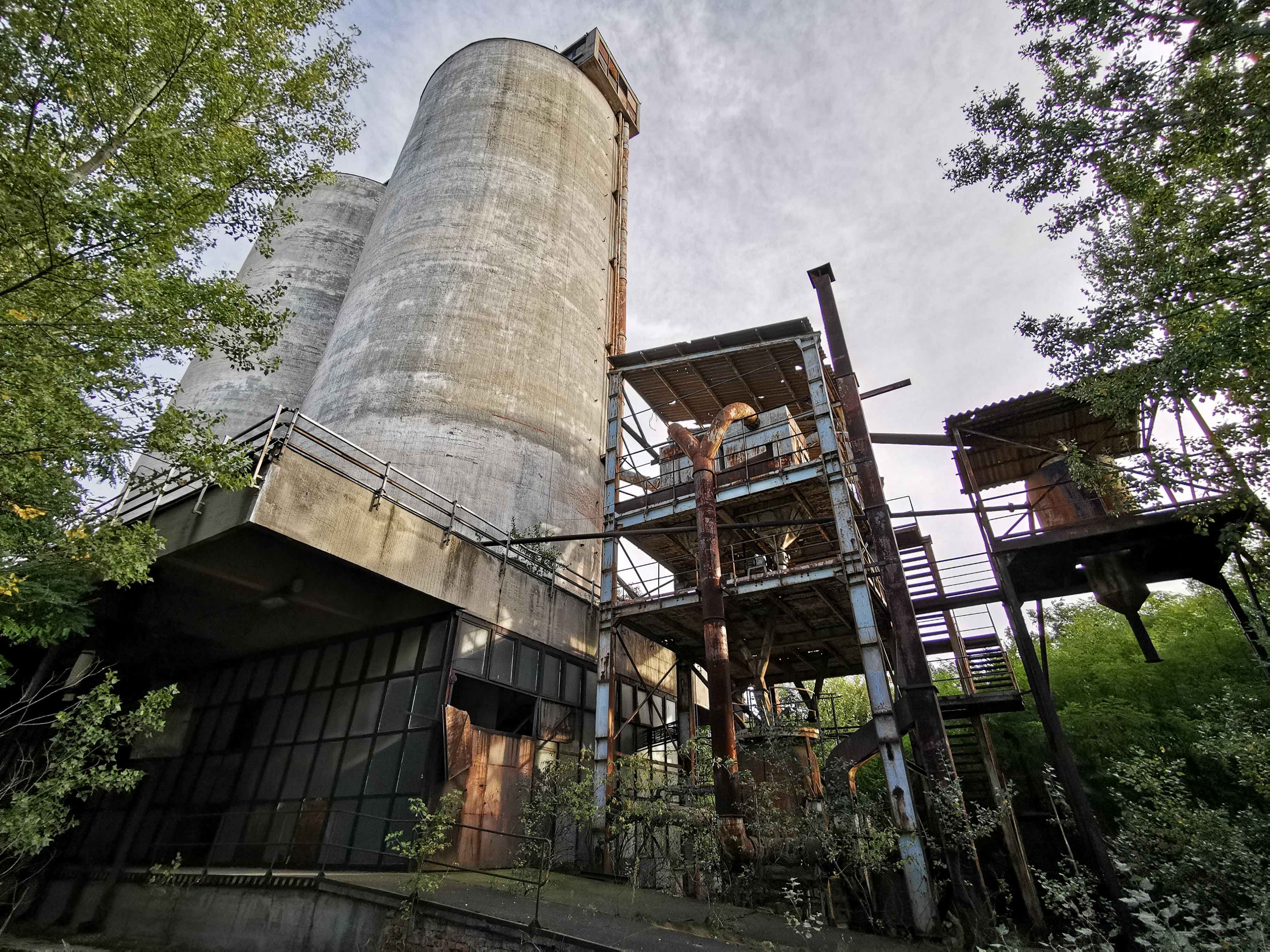
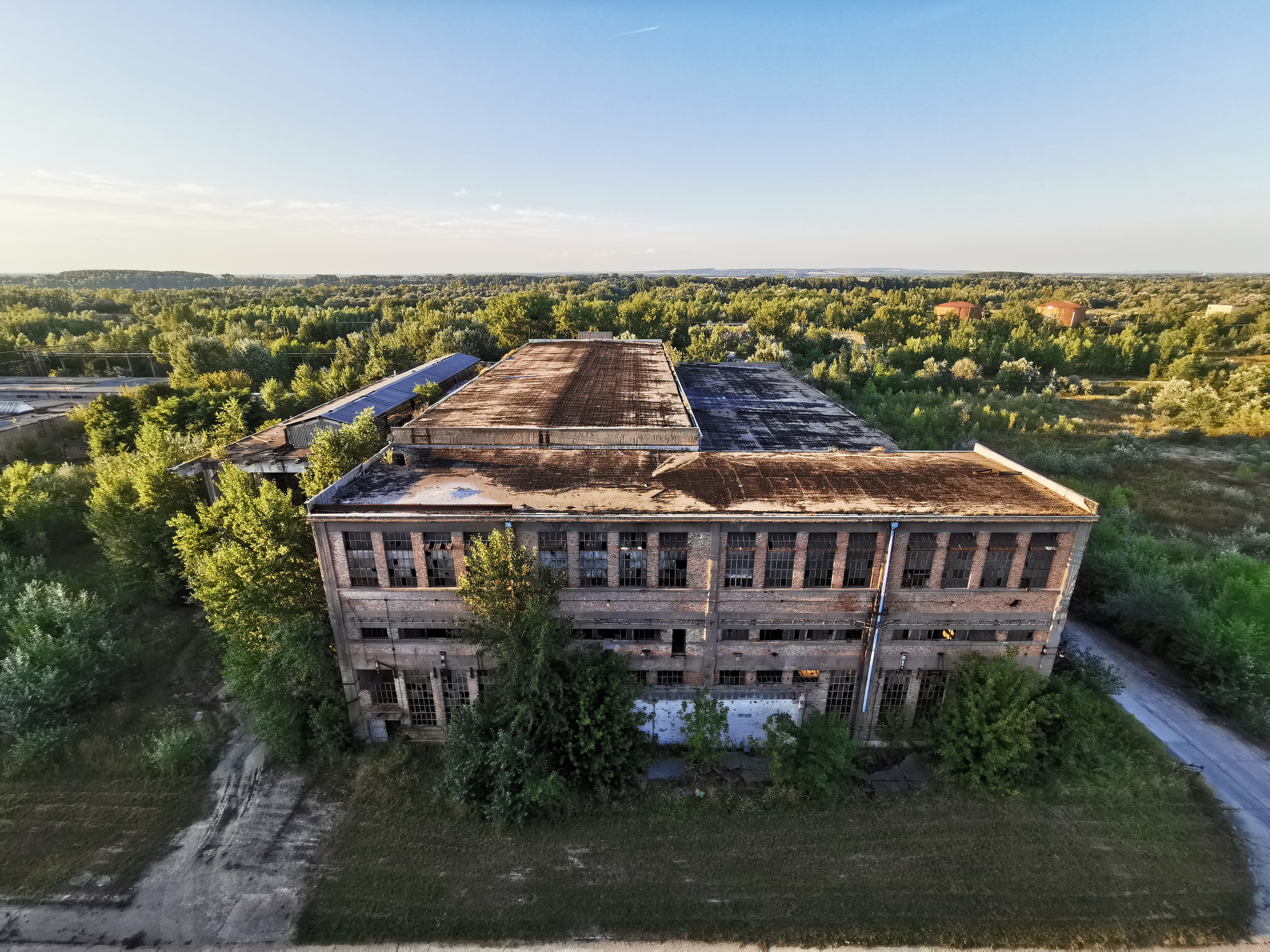
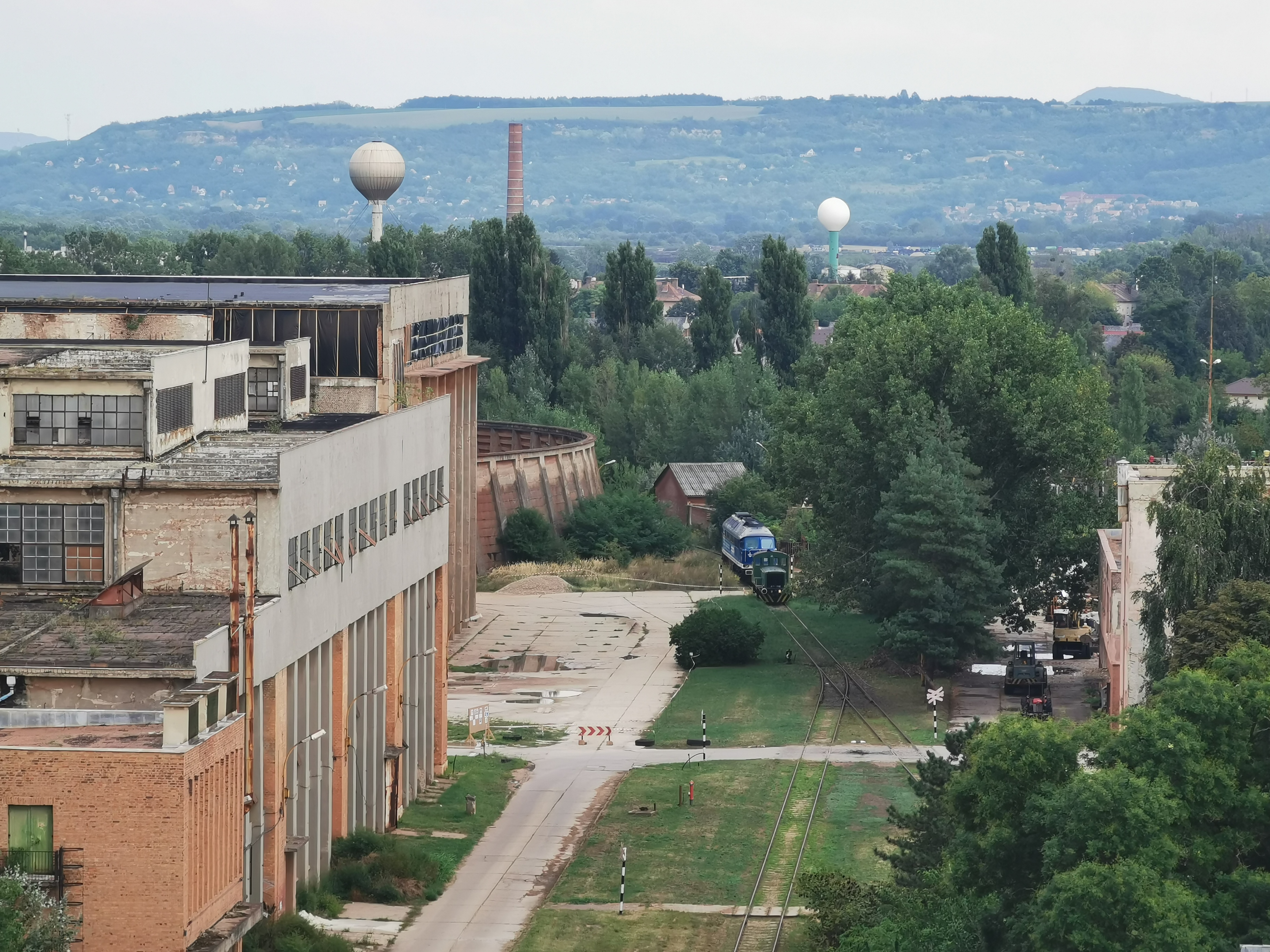
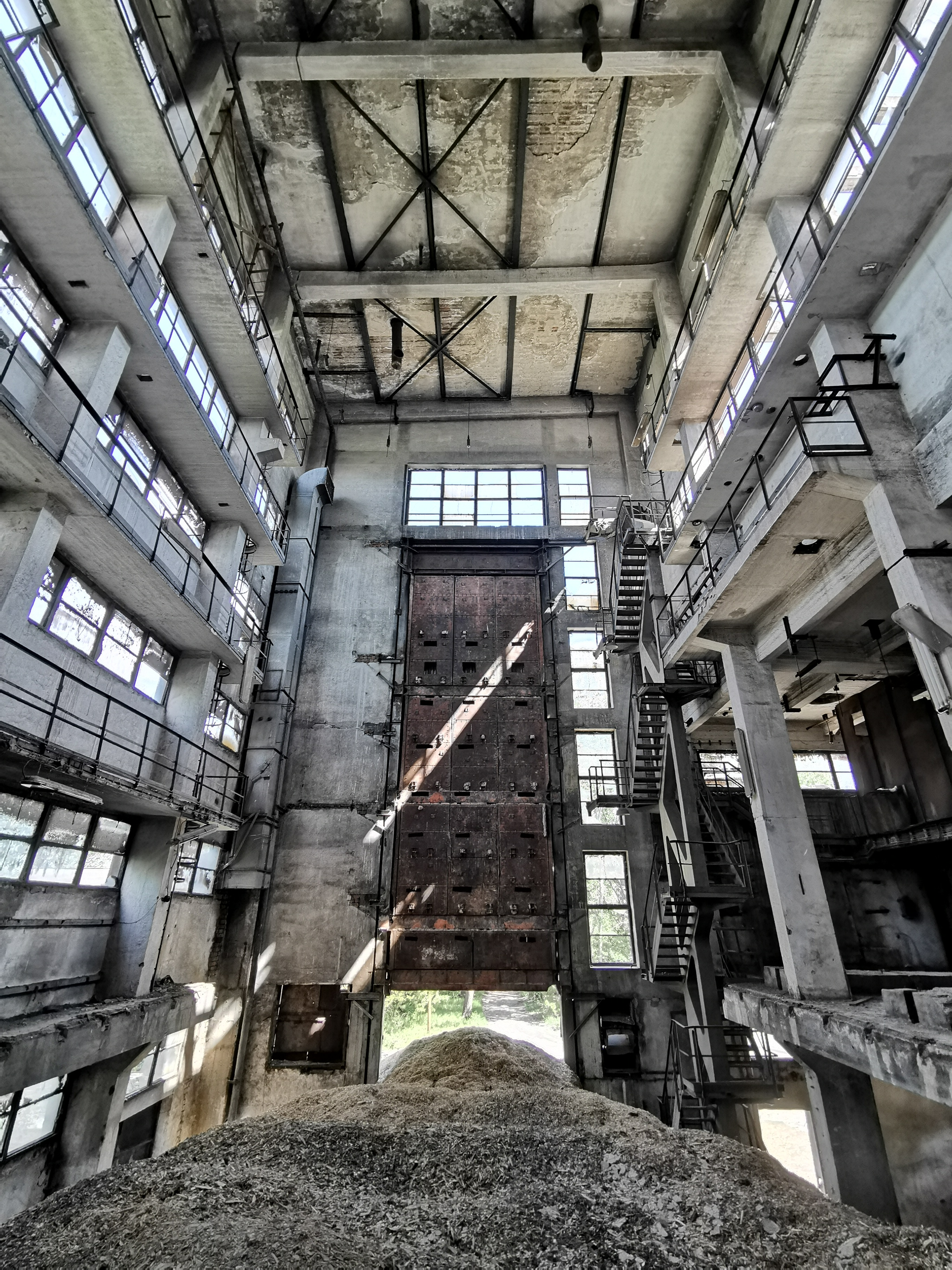
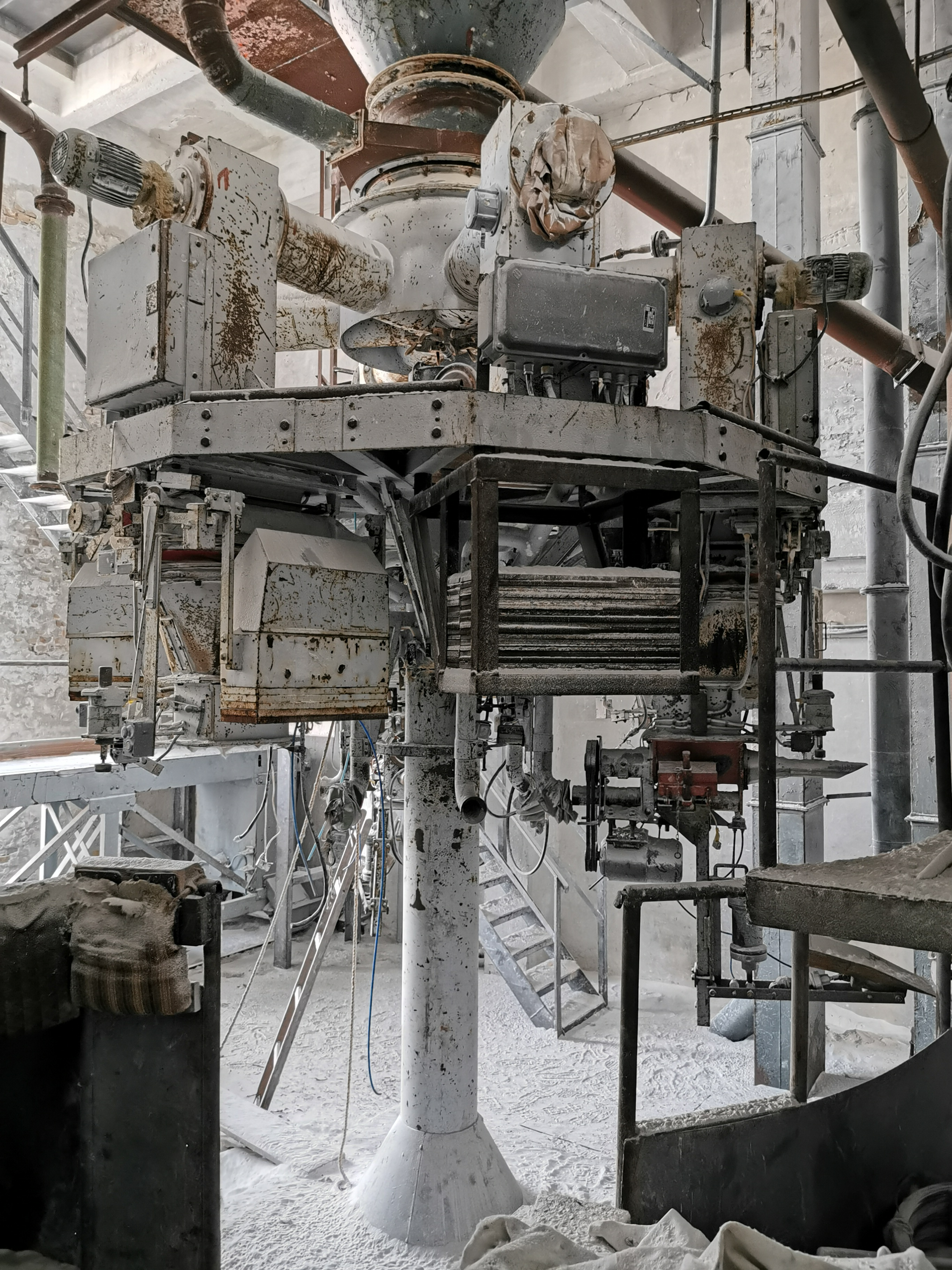
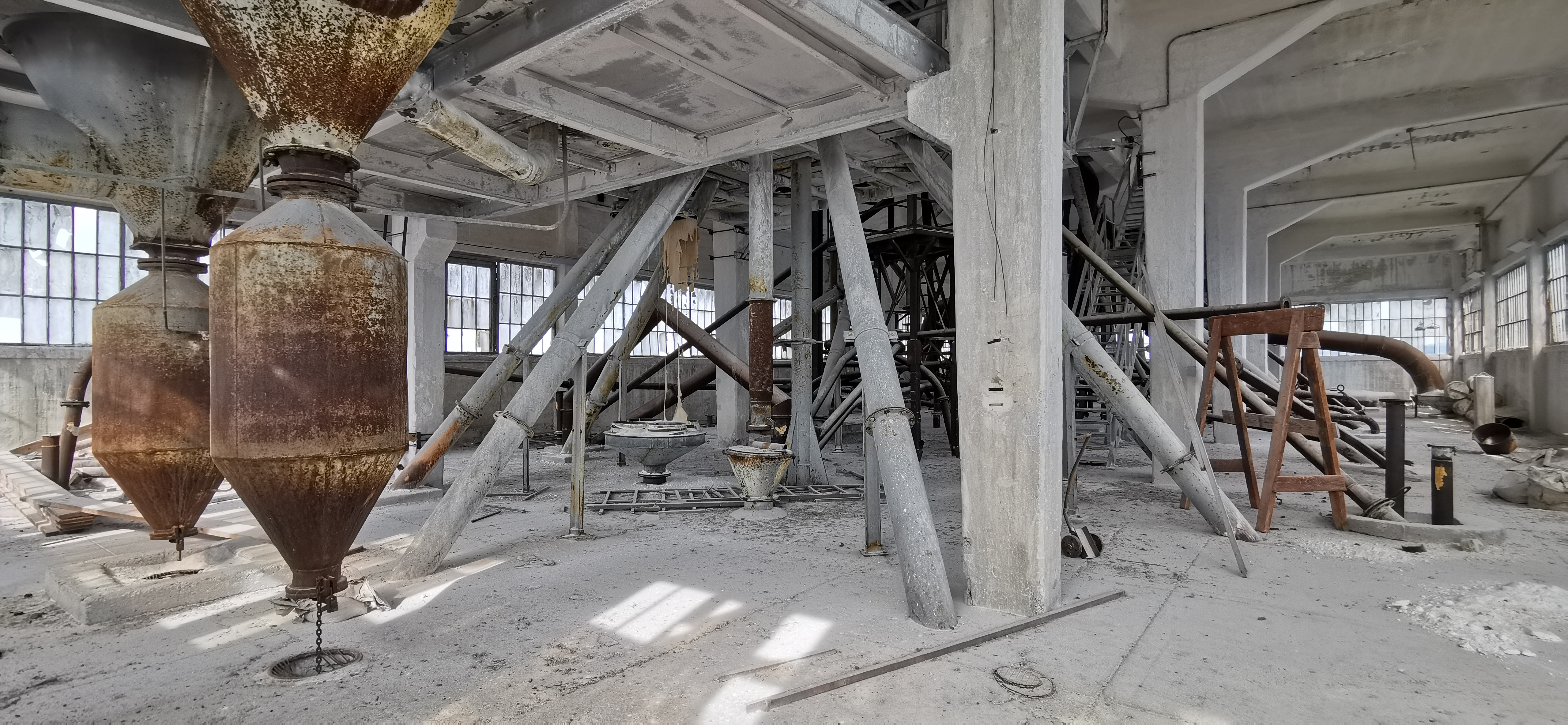
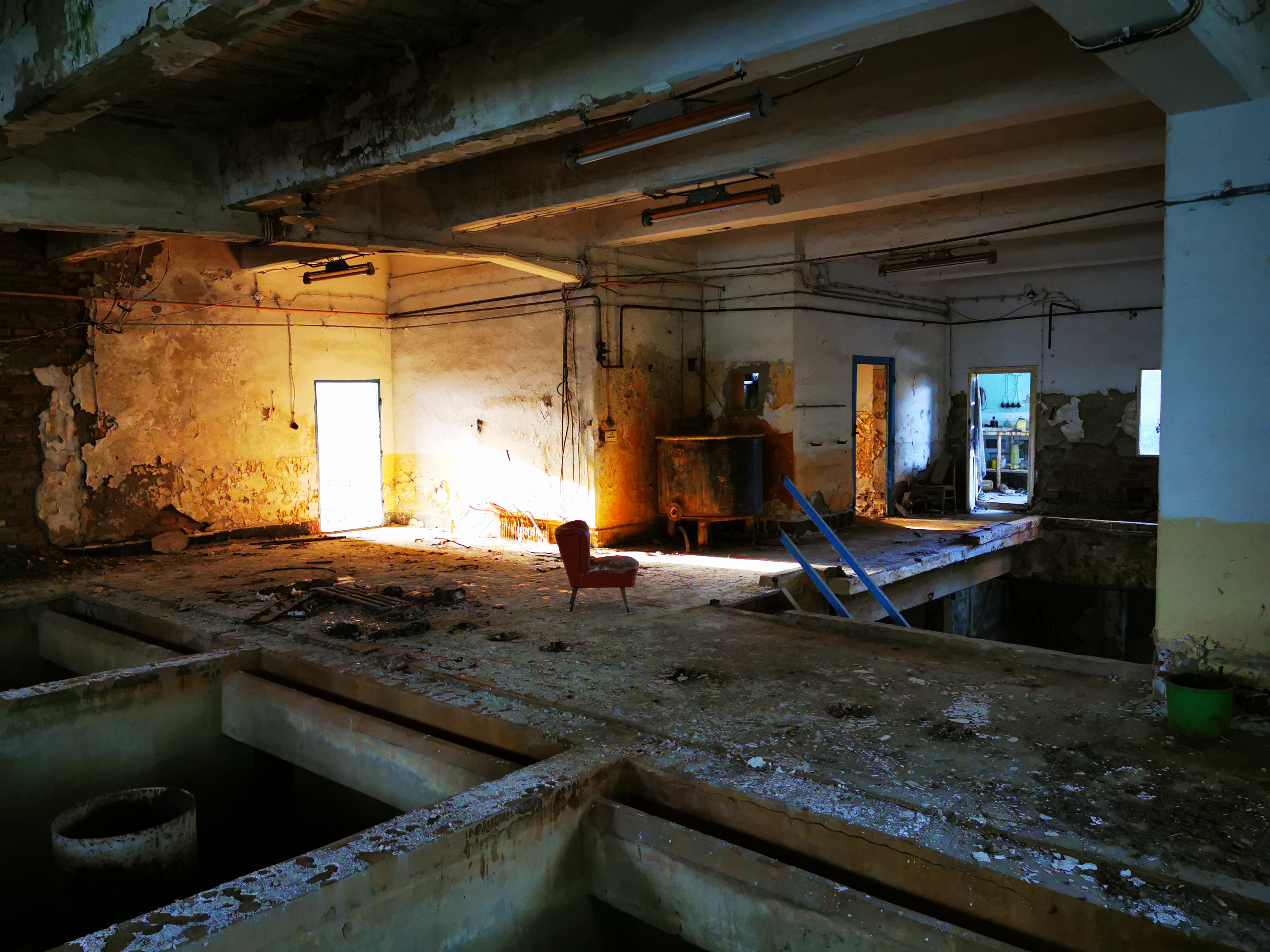
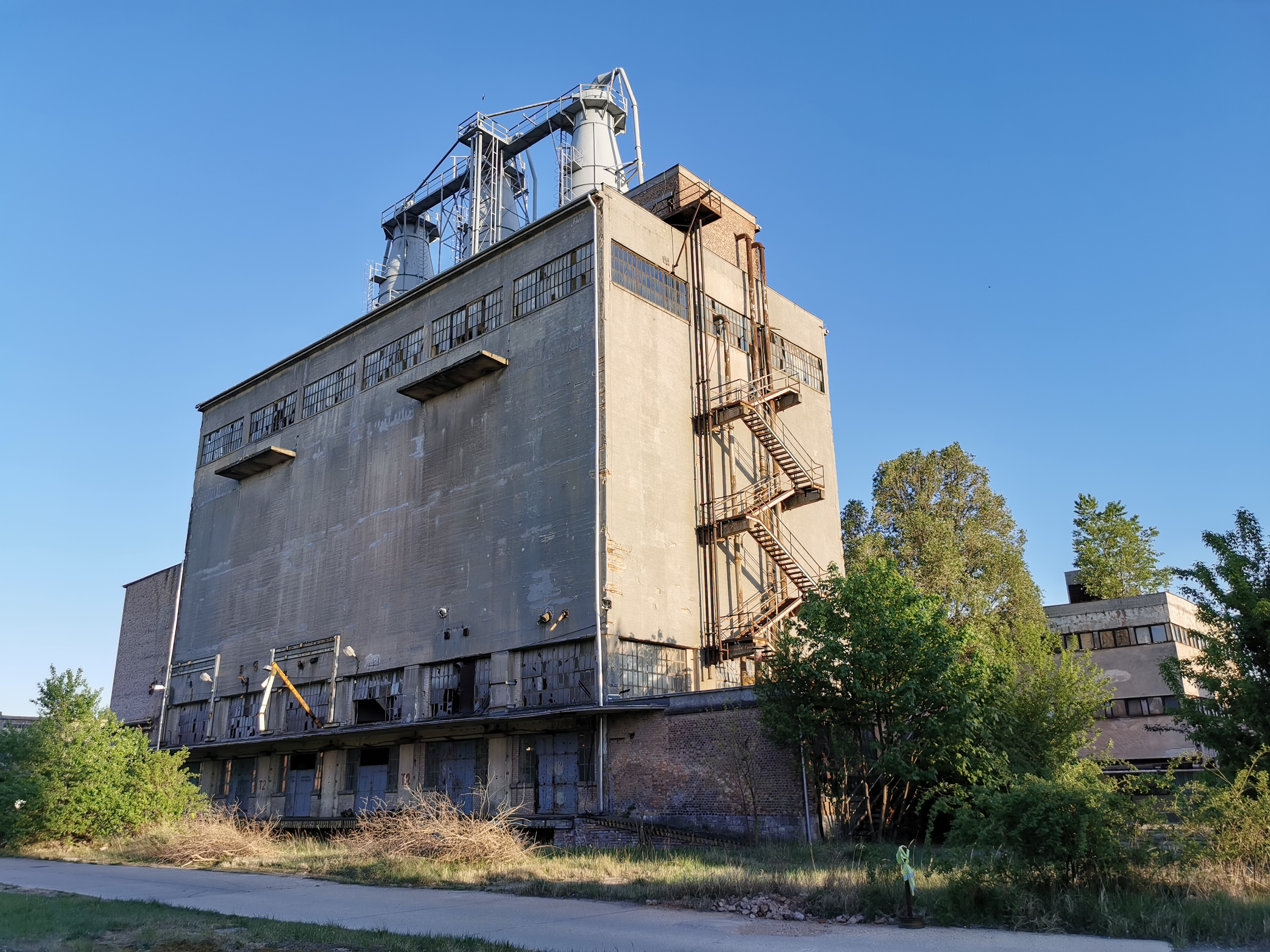
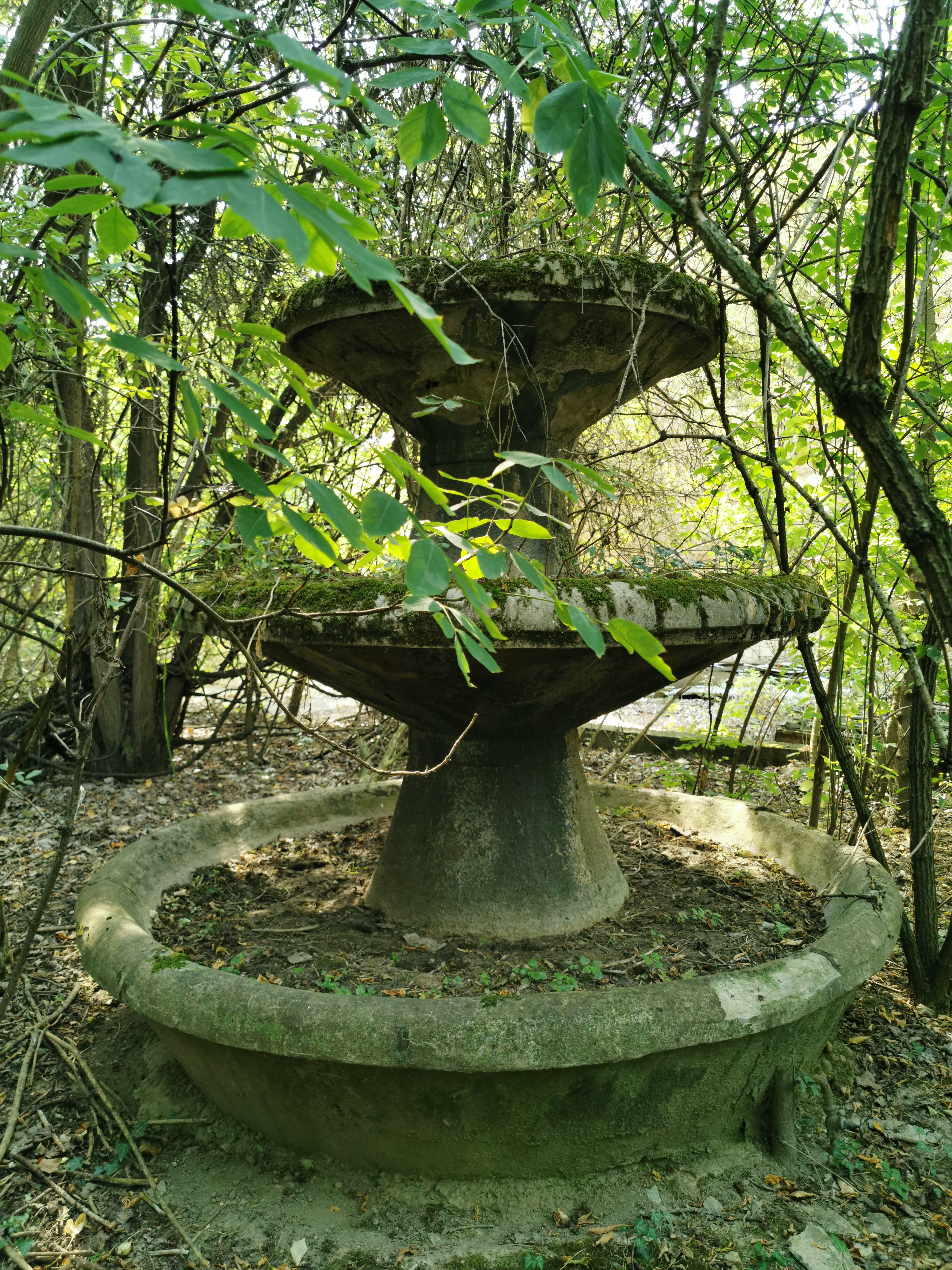
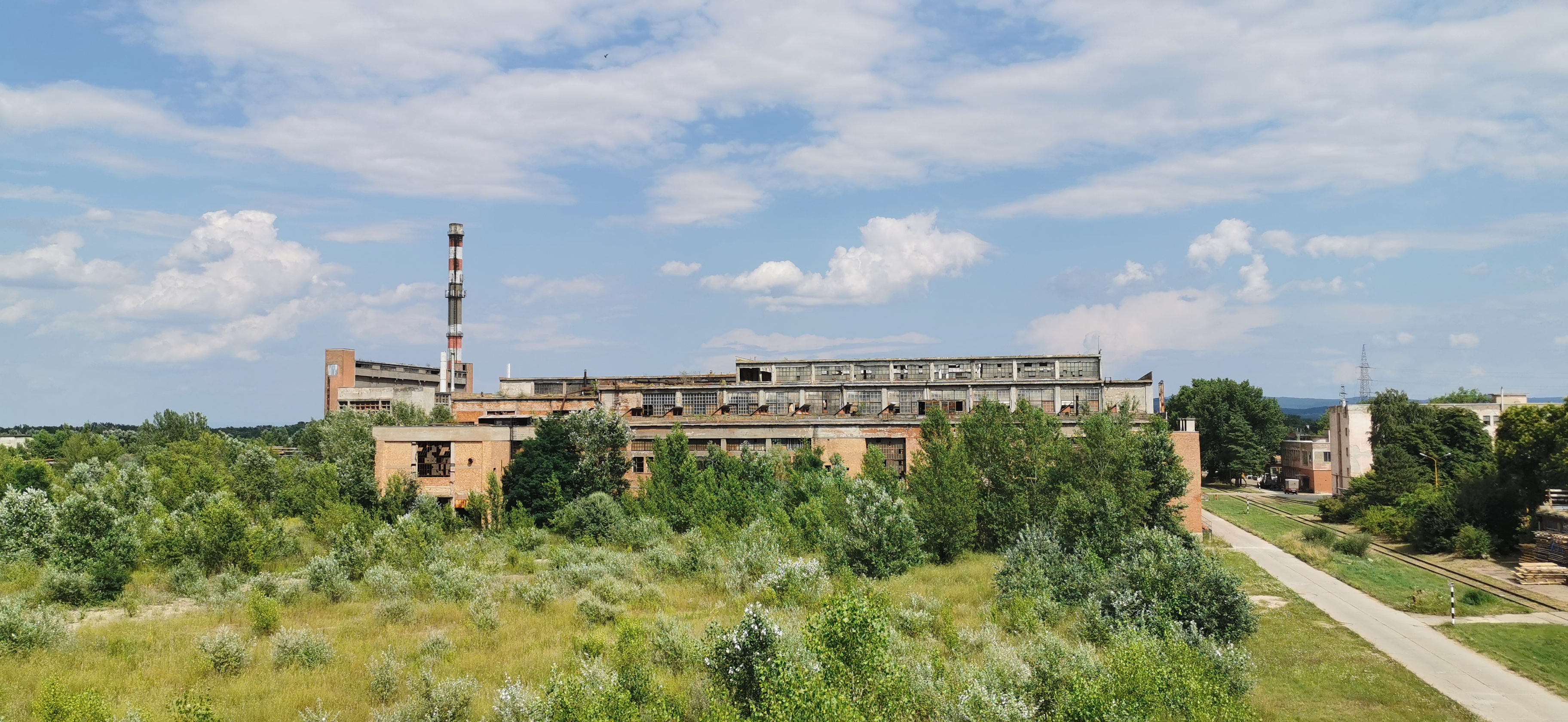
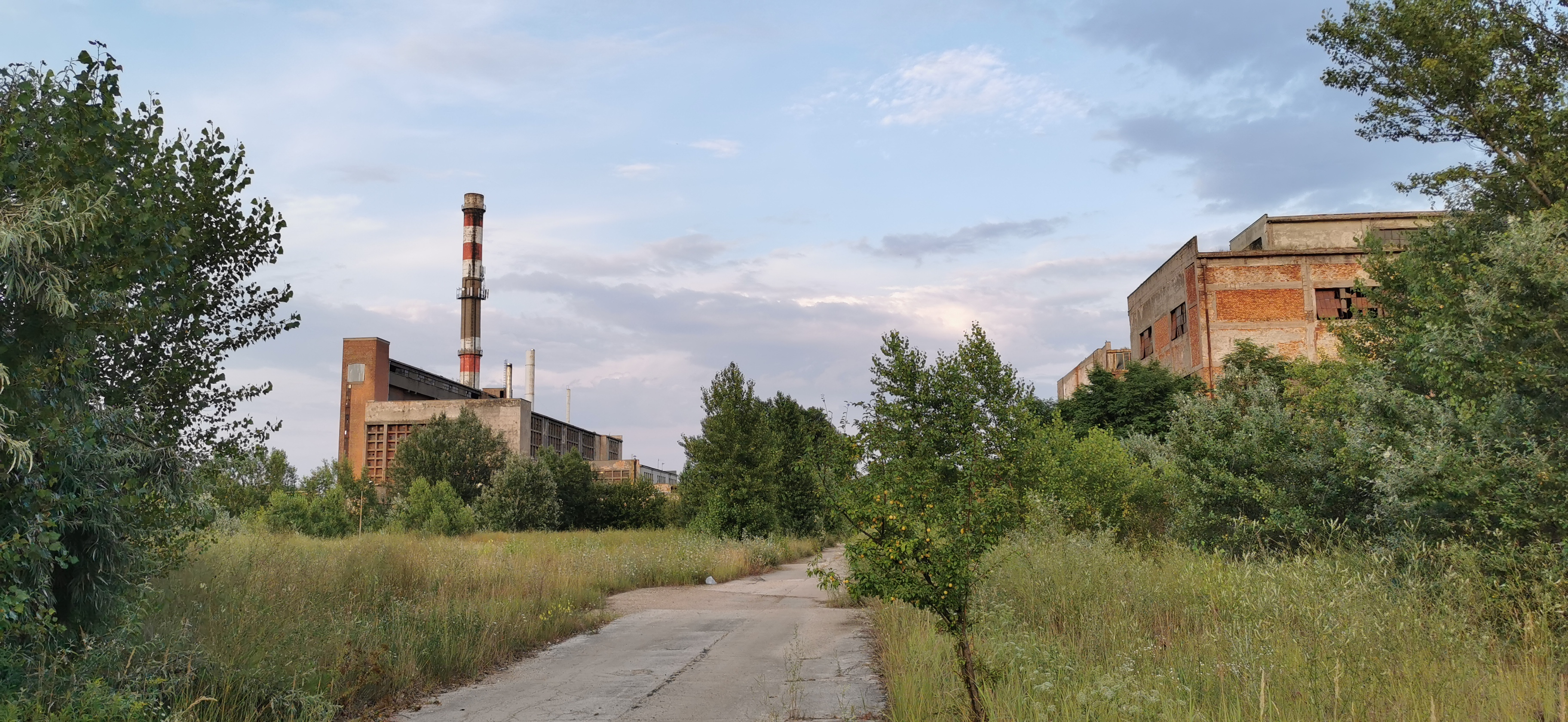
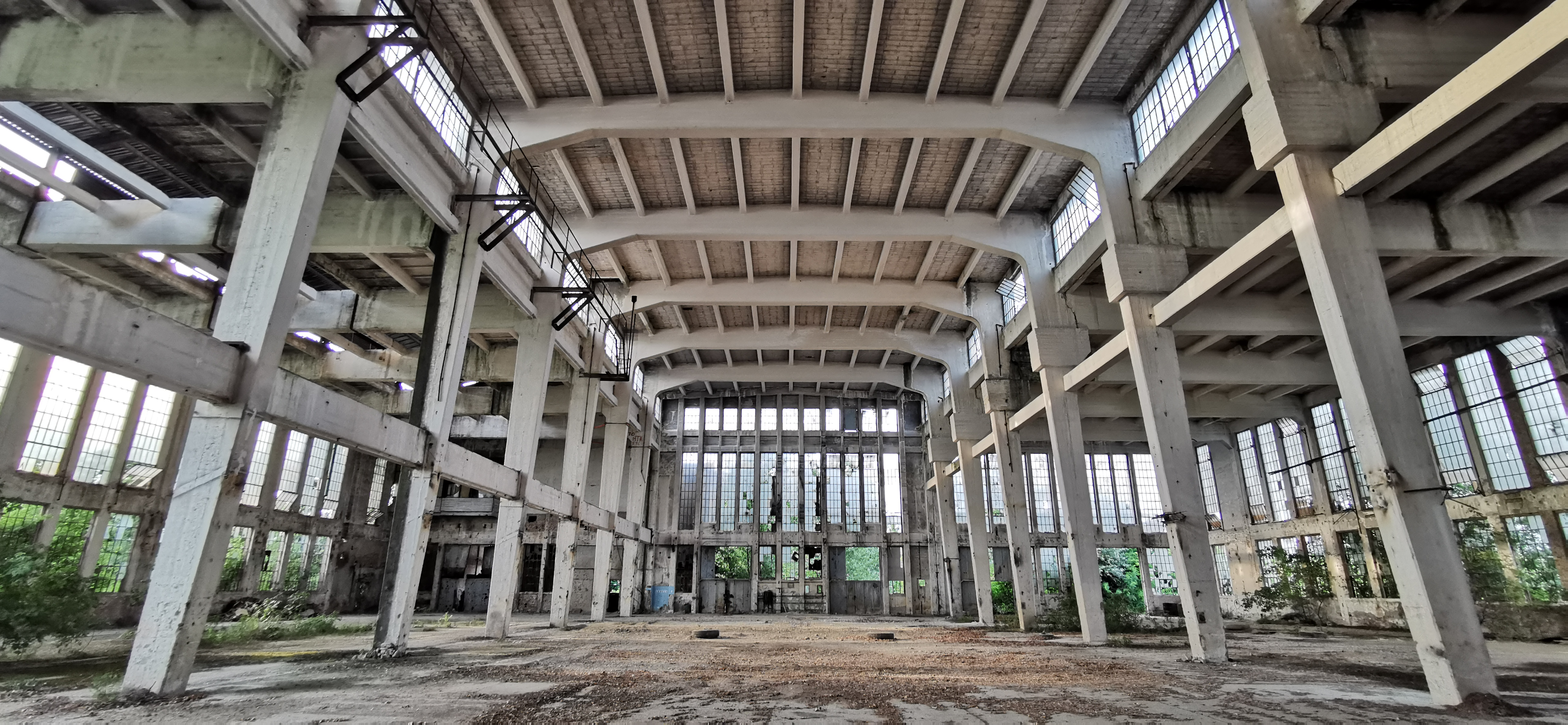
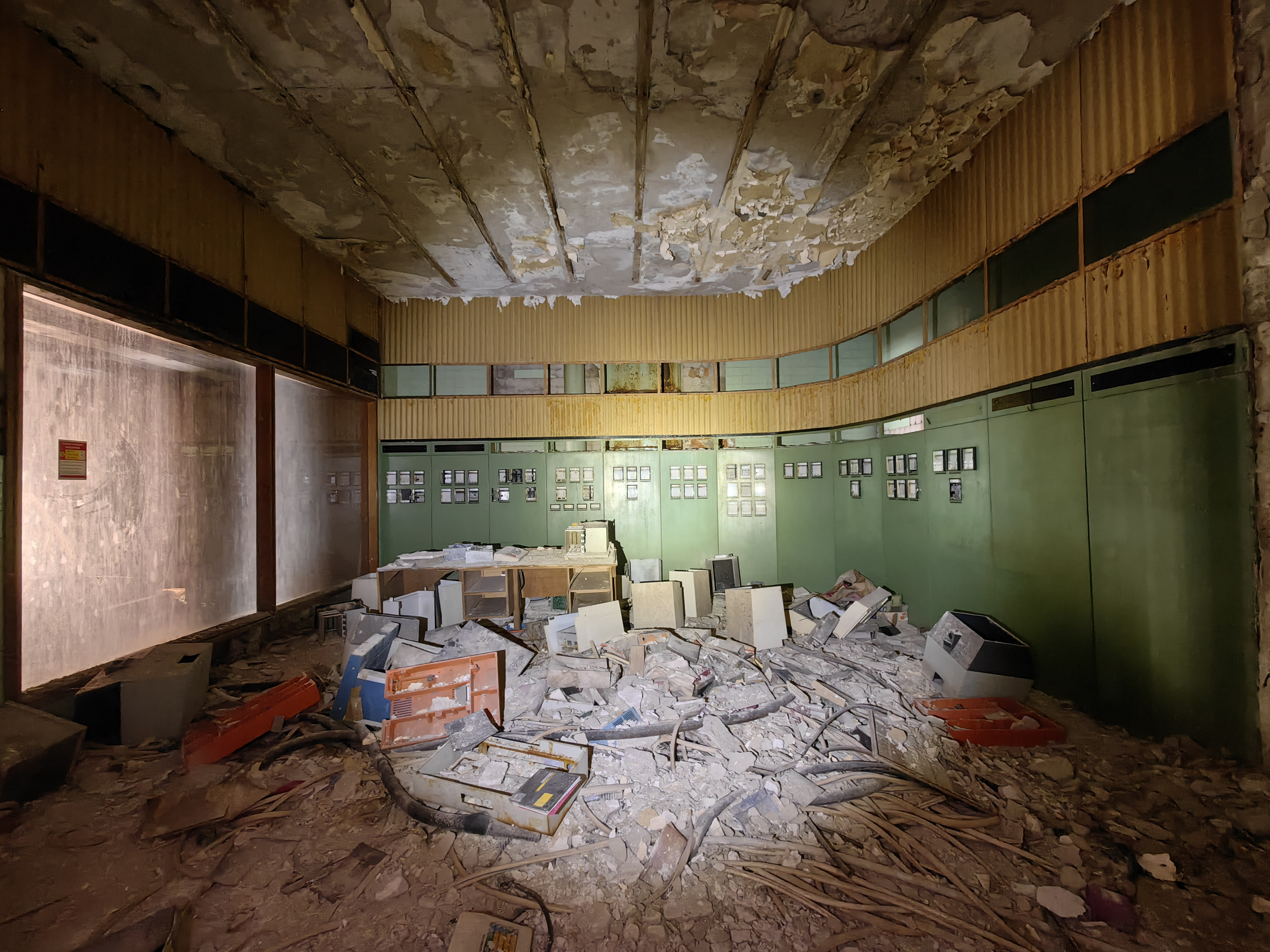
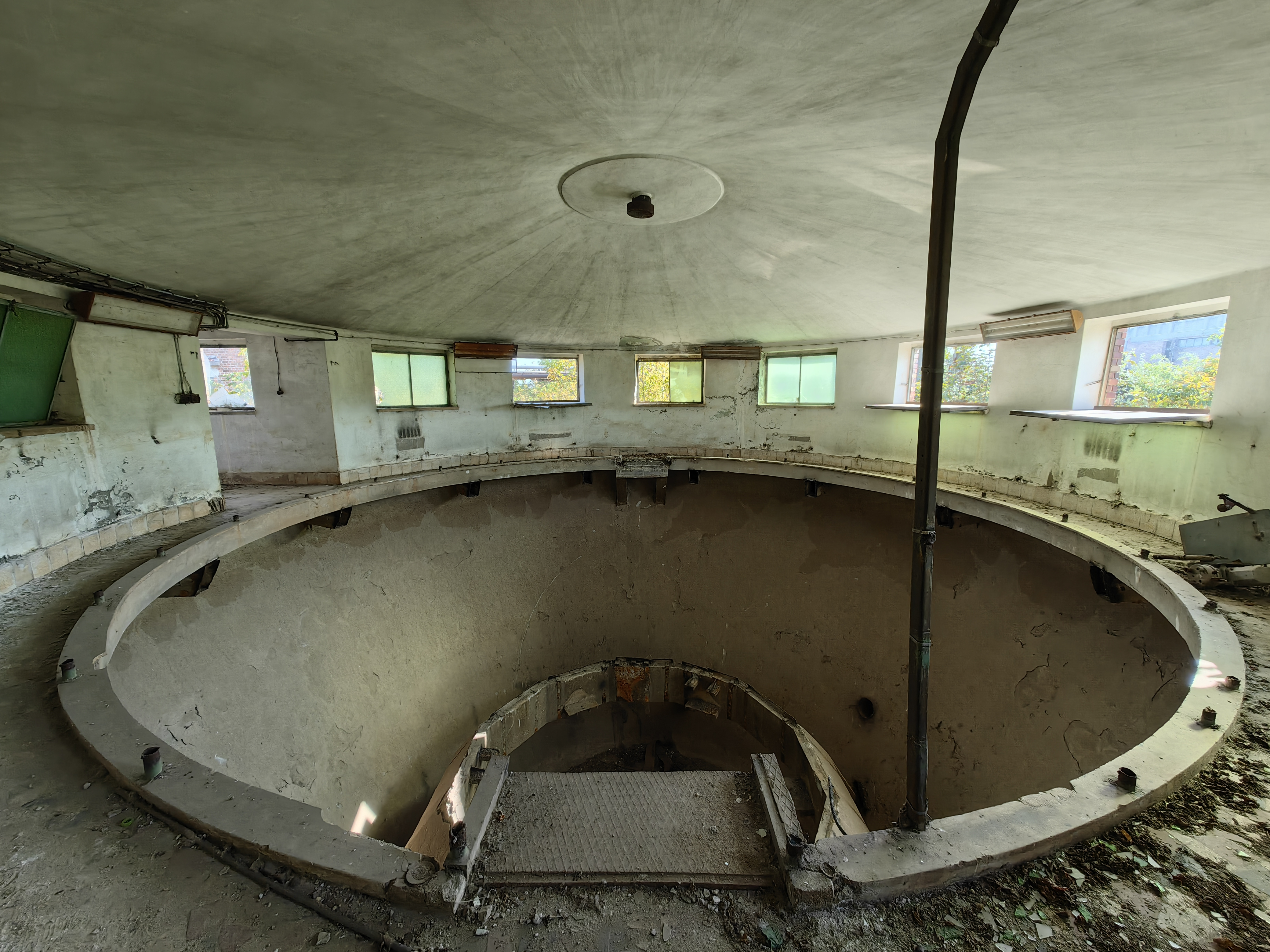

## Lásd még
- Ajkai Timföldgyár

## Videó
- A timföldgyár néhány épületének bejárása 2019-ben. YouTube

## Külső hivatkozások
- Bontják az almásfüzitői timföldgyárat
- Felavatják az új almásfüzitői timföldgyárat
- A Magyar Nemzet cikke Archiválva 2010. október 10-i dátummal a Wayback Machine-ben